# Pedro Opaso
Pedro Opaso Letelier (Talca, 20 juli 1876 - Santiago, 9 april 1957) was een Chileens staatsman. Van 26 juli tot 27 juli 1931 was hij voor de duur van één dag waarnemend staatshoofd van Chili met de titel Vicepresidente (vicepresident). 
Hij was de zoon van Nicolás Ursicinio Opaso Silva (1846-†onbekend), parlementslid en Margarita Letelier Silva (†1910). Opaso bezocht het lyceum in zijn geboorteplaats en studeerde daarna medicijnen aan de Universiteit van Chili. Hij sloot zich aan bij de Partido Liberal Democrático (Liberaal-Democratische Partij) en was burgemeester van de stad Río Claro. Van 16 juni tot 5 juli 1920 was hij minister van Oorlog en Marine. Een jaar later werd hij in de Kamer van Afgevaardigden gekozen. In 1930 verwisselde hij het lagerhuis voor de Senaat. Van 1930 tot 1932 en in 1944 was hij voorzitter van de Senaat. 
In 1930 werd hij de eerste voorzitter van de Partido Liberal Unido (Verenigde Liberale Partij) die ontstond na de fusie van de diverse liberale partijen in Chili. 
Op 26 juli 1931, na de val van dictator Carlos Ibáñez del Campo, werd hij door het parlement benoemd tot vicepresident van Chili. Nog diezelfde avond formeerde hij een kabinet met Juan Esteban Montero als minister van Binnenlandse Zaken en Pedro Blanquier als minister van Financiën. Direct na de vorming van het nieuwe kabinet droeg hij zijn bevoegdheden als waarnemend staatshoofd over aan Montero. Hij was hiermee het kortst zittende staatshoofd in de Chileense geschiedenis: hij was nog geen 24 uur vicepresident.
Pedro Opaso was getrouwd met Sara Cousiño Talavera (1878-1973) bij wie hij vijf kinderen kreeg.